# East of the Sun, West of the Moon
East of the Sun, West of the Moon ist das vierte Studioalbum der norwegischen Pop-Rockband a-ha.

## Geschichte
Der Name des Albums stammt von dem norwegischen Volksmärchen Östlich von der Sonne und westlich vom Mond. Musikalisch waren nunmehr erwachsene Hörer die Zielgruppe; Echoeffekte und andere kleine Anspielungen und Details wurden in die Musik eingearbeitet.
Das Album wurde hauptsächlich in den AIR Studios des Beatles-Produzenten George Martin aufgenommen sowie ein kleinerer Teil in den Abbey Road Studios. Der Feinschliff erfolgte in einem Studio in Montreal. Produziert wurde das Album von dem ehemaligen Tears-for-Fears-Keyboarder Ian Stanley, der neben seiner eigenen Band zuvor auch schon ein Album von Lloyd Cole and The Commotions produziert hatte, und dem Produzenten Christopher Neil, der bereits UK- und US-Top-10-Hits von Sheena Easton, Shakin’ Stevens und Mike and the Mechanics produziert hatte. Stanley produzierte alle ruhigen Songs auf dem Album wie Early Morning, East of the Sun und Waiting for Her, Neil die rockigeren Stücke inklusive der ersten und zweiten Singleauskopplung – Crying in the Rain und I Call Your Name.
Für die Studioaufnahmen wie auch für die sich anschließende Tour wurden die Gastmusiker Jørun Bøgeberg (Bass) und Per Hillestadt (Schlagzeug) engagiert.
Bei The Way We Talk übernahm der a-ha-Keyboarder Magne Furuholmen erstmals den Leadgesang. Das Album erreichte in den deutschen Charts Platz sechs, in den britischen Platz zwölf und, wie alle Alben der Band zuvor, Platz eins in Norwegen.

## Titelliste
Soweit nicht anders angegeben, wurden alle Stücke von Waaktaar-Savoy/Furuholmen geschrieben.
1. Crying in the Rain (Howard Greenfield / Carole King) – 4:25
2. Early Morning – 2:59
3. I Call Your Name – 4:54
4. Slender Frame – 3:42
5. East of the Sun (Paul Waaktaar-Savoy) – 4:47
6. Sycamore Leaves (Paul Waaktaar-Savoy) – 5:22
7. Waiting for Her – 4:49
8. Cold River (Paul Waaktaar-Savoy / Lauren Savoy) – 4:40
9. The Way We Talk (Magne Furuholmen) – 1:30
10. Rolling Thunder – 5:43
11. (Seemingly) Nonstop July (Paul Waaktaar-Savoy) – 2:55.

## Bonus-CD
1. Early Morning [Early] – 2:42
2. East of the Sun [Early] (Paul Waaktaar-Savoy) – 5:34
3. I Call Your Name [Instrumental] [Demo] – 2:12
4. Slender Frame [Demo] – 3:53
5. Waiting for Her [Demo] – 3:25
6. Cold River [Demo] (Paul Waaktaar-Savoy, Lauren Savoy) – 5:34
7. Trees Will Not Grow on Sand [Demo] – 2:31
8. Rolling Thunder [Demo] – 5:31
9. I Call Your Name [NRK Live] – 4:37
10. Manhattan Skyline [NRK Live] – 7:06
11. Early Morning [NRK Live] – 3:03
12. Slender Frame [NRK Live] – 4:04
13. Rolling Thunder [NRK Live] – 5:51
14. Sycamore Leaves [NRK Live] (Paul Waaktaar-Savoy) – 5:26
15. Crying in the Rain [NRK Live] (Howard Greenfield, Carole King) – 4:51 [Cover]
16. East of the Sun [NRK Live] (Paul Waaktaar-Savoy) – 4:21
17. Seemingly-Nonstop July [NRK Live] (Paul Waaktaar-Savoy) – 3:06
18. I’ve Been Losing You [NRK Live] (Paul Waaktaar-Savoy) – 5:14

## Bonus-DVD
1. The Sun Always Shines on T.V. [Live] (Paul Waaktaar-Savoy) – 6:40
2. Cry Wolf [Live] – 4:14
3. I Call Your Name [Live] – 5:50
4. Slender Frame [Live] – 4:02
5. Touchy [Live] (Morten Harket, Magne Furuholmen, Paul Waaktaar-Savoy) – 8:11
6. Scoundrel Days [Live] – 4:59
7. Rolling Thunder [Live] – 7:34
8. I’ve Been Losing You [Live] (Paul Waaktaar-Savoy) – 5:05
9. Early Morning [Live] – 3:26
10. Take On Me [Live] (Paul Waaktaar-Savoy, Magne Furuholmen, Morten Harket) – 4:06
11. Angel in the Snow [Instrumental] (Paul Waaktaar-Savoy) – 3:10

## Singles
Vorab wurde am 15. September 1990 die Single Crying in the Rain, die erste Coverversion auf einem Album der Band, ausgekoppelt. Das Original stammte aus dem Jahr 1961 von den Everly Brothers. Die a-ha-Version erreichte Platz sechs in den deutschen Charts und Platz 13 in den britischen. I Call Your Name erschien am 3. Dezember (D: Platz 37, UK: Platz 44) und Early Morning am 25. Februar 1991 (D: Platz 52, UK: Platz 78). Waiting for Her erschien am 25. Mai 1991, wurde aber nur in Japan veröffentlicht. Keine der Singles enthielt exklusives Material oder Remixe, sondern nur einen weiteren Song vom Album sowie einen erfolgreichen Song aus der Bandgeschichte.

## Kritik
Steven MacDonald bewertete bei Allmusic das Album mit 3 von 5 Sternen. Er sprach von einer netten und kunstfertigen Kollektion von Liedern, die gut gespielt und schön gesungen seien. Das Album habe eine bessere Rezeption verdient, als es sie erhalten habe. Das Magazin Musikexpress vergab 1990 drei von sechs Sternen und schrieb: „Auch Teenie-Popper werden älter. Und dann klingen sie meist so wie A-Ha auf dem neuen Album. (...) Unter kernige Rocker wie I Call Your Name, den an Lou Reed erinnernden Rolling Thunder und der Doors-Orgel-Salve Sycamore Leaves mengen die drei Norweger auch immer wieder leicht verdauliche Fan-Schonkost wie Waiting for Her und Slender Frame.“
Bei der Wiederveröffentlichung des Albums 2015 als Deluxe-Version vergab der Rolling Stone 3,5 von 5 Sternen, bezeichnete das Album als erste echte Bandplatte von a-ha und lobte vor allem die erste Plattenseite. Den auf der Deluxe-Version enthaltene Live-Mitschnitt des NRK-Studiokonzerts würdigte die Kritik besonders als „auf der Höhe ihres Schaffens“.

## Kommerzieller Erfolg

### Chartplatzierungen
Nun zwar jede Platzierung in den Billboard 200 verfehlend, verkauften sich dennoch drei Millionen Exemplare des Albums. Es wurden Platz sechs in den deutschen Charts und Platz zwölf in Großbritannien erreicht.
| ChartsChartplatzierungen     | Höchstplatzierung | Wochen |
| ---------------------------- | ----------------- | ------ |
| Deutschland (GfK)            | 6 (29 Wo.)        | 29     |
| Österreich (Ö3)              | 23 (3 Wo.)        | 3      |
| Norwegen (IFPI)              | 1 (18 Wo.)        | 18     |
| Schweiz (IFPI)               | 16 (10 Wo.)       | 10     |
| Vereinigtes Königreich (OCC) | 12 (4 Wo.)        | 4      |

| ChartsJahrescharts (1991) | Platzierung |
| ------------------------- | ----------- |
| Deutschland (GfK)         | 57          |

### Auszeichnungen für Musikverkäufe
| Land/Region                  | Auszeichnungen für Musikverkäufe (Land/Region, Auszeichnung, Verkäufe) | Verkäufe |
| ---------------------------- | ---------------------------------------------------------------------- | -------- |
| Brasilien (PMB)              | 3× Gold                                                                | 300.000  |
| Deutschland (BVMI)           | Gold                                                                   | 250.000  |
| Frankreich (SNEP)            | Gold                                                                   | 100.000  |
| Norwegen (IFPI)              | —                                                                      | 118.000  |
| Schweiz (IFPI)               | Gold                                                                   | 25.000   |
| Vereinigtes Königreich (BPI) | Silber                                                                 | 60.000   |
| Insgesamt                    | 1× Silber · 4× Gold · 1× Platin ·                                      | 853.000  |